# Valérie Tasso
Valérie Tasso (23 de enero de 1969, región de la Champagne-Ardenne, Francia) es una escritora, sexóloga e investigadora francesa afincada actualmente en Barcelona (España).

## Biografía
Su nombre real es Valérie Simon Mària Tasso. Con el objetivo de ingresar en el Cuerpo Diplomático Francés, se licenció en Ciencias Económicas y Lenguas Extranjeras Aplicadas y obtuvo un máster en Dirección de Empresas por la universidad de Estrasburgo. Publicó en 2003 su obra "Diario de una Ninfómana" de la que en 2008 se realizó una adaptación cinematográfica con el mismo título y bajo producción española de Filmax y Canónigo Films, que despertó un revuelo mediático por la polémica con la censura al cartel de la película. A este libro le siguió en 2004 "París la nuit" y en marzo de 2006 "El otro lado del sexo", todos bajo el sello editorial de Plaza y Janés. En 2008 publica con la editorial "Temas de Hoy" su cuarto libro, "Antimanual de sexo". Tras tres publicaciones más, su octavo libro, "Confesiones sin vergüenza", aparece publicado en 2015 en la editorial Grijalbo. Su obra ha sido traducida en más de 15 países. Colaboradora habitual en programas televisivos y radiofónicos, es conocida su trayectoria como conferenciante e investigadora. Finalizó en junio de 2006 un Postgrado en Sexología en el INCISEX dependiente de la Universidad de Alcalá de Henares, en Madrid. En la actualidad presta sus servicios como sexóloga en un gabinete médico de Barcelona. Su actual pareja es el pensador y pintor sevillano Jorge de los Santos.

## Colaboraciones en medios de comunicación
En los últimos años ha sido y es frecuentemente requerida para intervenir en diferentes medios de comunicación habiendo participado como colaboradora o analista en programas de televisión de muy amplio espectro como, entre otros, Crónicas Marcianas (programa de televisión) de Telecinco , Espejo Público de Antena 3, "Colgados con Manu" de Canal Sur, "La semana más larga" de Canal Sur o más recientemente junto al mismo Manu Sánchez Vázquez en el programa de La Sexta, "El último mono" , así como en "Para todos la 2" de TVE 2 o en "A punto con la 2" de la misma cadena pública española.
Entre sus colaboraciones fijas en radio figura "La ventana" de la Cadena Ser junto a Gemma Nierga, "Imaginario" o "Afectos en la noche" ambos de RNE , por citar algunas.
También colabora o ha colaborado en medios escritos como GQ, Playboy, "L'Expresso" de Italia, "TEMPO" de Turquía, Muy Interesante o "El diario.es" , entre otros.

## Obra
- 2003: Diario de una ninfómana (Plaza y Janés).
- 2004: París por la noche (Plaza y Janés).
- 2006: El otro lado del sexo (Plaza y Janés).
- 2008: Antimanual de sexo (Temas de Hoy).
- 2010: Sabré cada uno de tus secretos (Alienta Novela)
- 2011: Diario de una mujer pública (Plaza y Janés)
- 2013: El método Valerie (Random House Mondadori).
- 2015: Confesiones sin vergüenza (Grijalbo)
- 2017: "Sexo 4.0 : ¿Un nuevo (des) orden amoroso?" ( Ediciones Temas de Hoy)[11]

## Crítica de la obra
En sus obras, Valérie relata su experiencia sexual con diferentes enfoques, pero con un nexo común en el que pretende desmitificar las prácticas sexuales. "Diario de una ninfómana" y "Paris la nuit" constituyen parcialmente una biografía de la autora, el primero en forma de diario, donde explica sus experiencias y plantea la importancia de la condición humana más allá del sexo. "El otro lado del sexo" trata de diferentes prácticas sexuales con el objetivo de desmitificarlas y valorar los elementos que las mantienen aisladas. En "Antimanual de sexo" incorpora el concepto del "discurso normativo del sexo" para explicar, siguiendo la estela de Michel Foucault, que ocultamos la verdadera naturaleza del sexo por la sobreexposición discursiva de este. Se habla cada vez más de sexo pero solo de lo que el citado "discurso normativo del sexo" encuentra conveniente, conveniencia que se manifiesta en la creación de tópicos sexuales que la autora desmonta sobre la base de la reflexión y a sus experiencias vitales, para intentar devolver al sexo su verdadera naturaleza "desmoralizada". En octubre de 2015 publica "Confesiones sin vergüenza", una recopilación de fantasías sexuales femeninas que viene precedida de una ensayo en el que la autora establece una diferenciación radical dentro del "imaginario erótico" humano entre las "fantasías eróticas" y los "deseos eróticos", explicitando la función y caracterización de ambas y justificando el motivo del interés que puedan tener los mecanismos de control en que ambos se confundan. El libro, vuelve a provocar polémica por la crudeza de las fantasías en él relatadas.